# Precis (bướm)
Precis là một chi bướm ngày thuộc họ Nymphalinae được mô tả bởi Jacob Hübner năm 1819. Loài này phân bố ở châu Phi.

## Các loài
Các loài thuộc chi được liệt kê theo bảng chữ cái.
- Precis actia Distant, 1880
- Precis amestris (Drury, 1782)
- Precis andremiaja Boisduval, 1833
- Precis antilope (Feisthamel, 1850)
- Precis archesia (Cramer, 1779)
- Precis ceryne (Boisduval, 1847)
- Precis coelestina Dewitz, 1879
- Precis cuama Hewitson, [1864]
- Precis eurodoce (Westwood, 1850)
- Precis frobeniusi Strand, 1909
- Precis limnoria (Klug, 1845)
- Precis milonia C. & R. Felder, [1867]
- Precis octavia (Cramer, [1777])
- Precis pelarga (Fabricius, 1775)
- Precis rauana (Grose-Smith, 1898)
- Precis sinuata Plötz, 1880
- Precis tugela Trimen, 1879

Incertae sedis
- Precis harpyia (Fabricius, 1781)
- Precis laodice (Cramer, [1777])
- Precis permagna Martin, 1920

## Hình ảnh

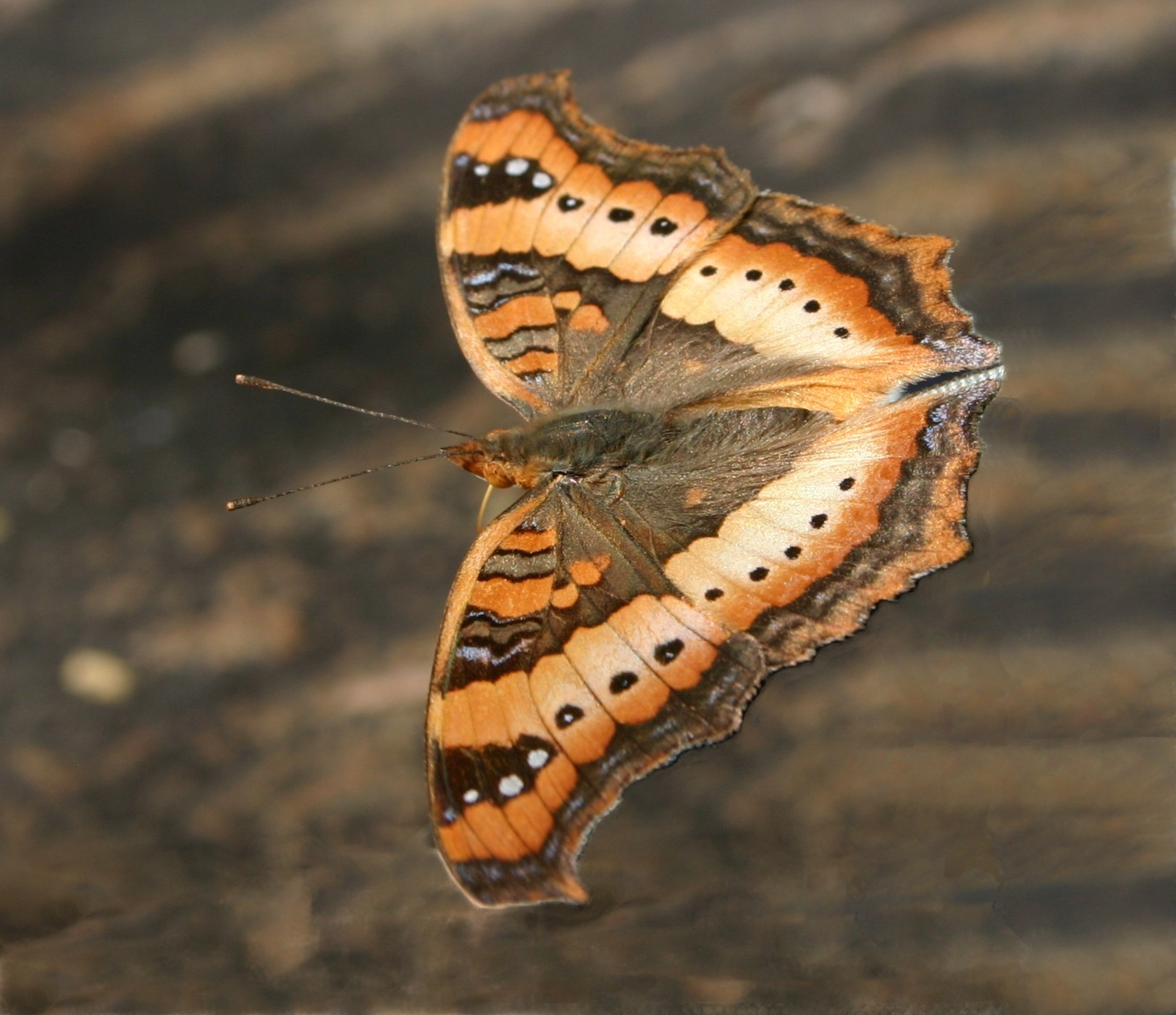
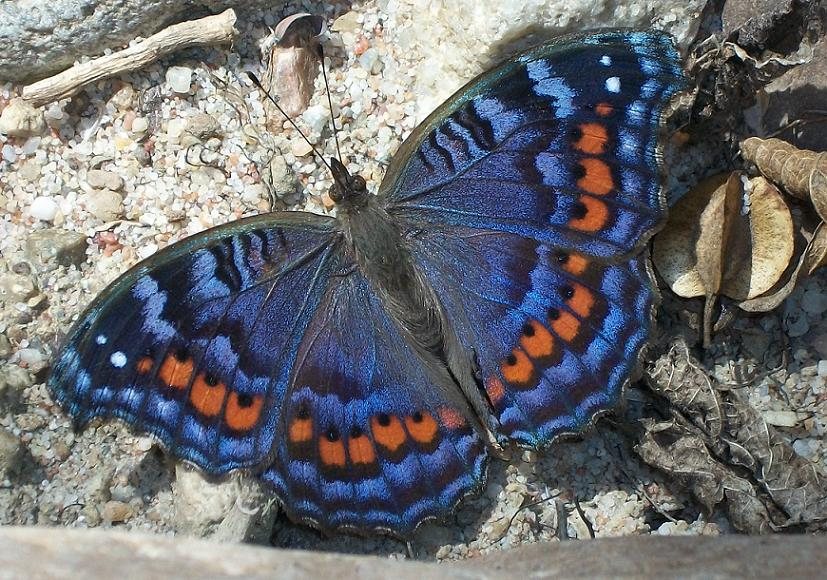